# Municipio de Severn
El municipio de Severn (en inglés: Severn Township) es un municipio ubicado en el condado de Stutsman en el estado estadounidense de Dakota del Norte. En el año 2010 tenía una población de 51 habitantes y una densidad poblacional de 0,54 personas por km².

## Geografía
El municipio de Severn se encuentra ubicado en las coordenadas 46°41′21″N 98°45′57″O / 46.68917, -98.76583. Según la Oficina del Censo de los Estados Unidos, el municipio tiene una superficie total de 93.66 km², de la cual 93,19 km² corresponden a tierra firme y (0,5 %) 0,47 km² es agua.

## Demografía
Según el censo de 2010, había 51 personas residiendo en el municipio de Severn. La densidad de población era de 0,54 hab./km². De los 51 habitantes, el municipio de Severn estaba compuesto por el 98,04 % blancos, el 1,96 % eran afroamericanos. Del total de la población el 0 % eran hispanos o latinos de cualquier raza.